# 40th Anniversary Olympia 2012
Albums de Alan Stivell
Ar Pep Gwellañ
(2012) AMzer
(2015)
Albums de Alan Stivell
Parcours
(2004)
40th Anniversary Olympia 2012 est un coffret CD/DVD live d'Alan Stivell, sorti le 22 juillet 2013 chez Mercury (Universal). Le support audio propose « les meilleurs moments » et la vidéo l'intégralité du concert anniversaire donné par l'artiste à l'Olympia, 40 ans après son passage historique dans le music-hall parisien.

## Présentation du coffret CD/DVD
« En février 2012, à l'Olympia de Paris, j'ai pu revenir dans cette salle mythique, revivre avec mon cher public, l'intensité d'un échange que (comme tous mes confrères) je rapproche du terme (occitan) amour. Ni moi, ni personne, avant le 28 février 1972, ne pouvions imaginer cette rencontre de harpe bardique, de guitare électrique, de chant en breton, avec le grand public.
 C'est bien grâce à votre ouverture, grâce aux personnes qui m'ont aidé, que cette date est historique. […] Je revendique la harpe comme arme pacifique. Aucune haine dans les flèches de mon arc musical. J'ai retrouvé et ressenti, pour cet anniversaire, une même émotion (fromm), une même énergie (startijenn), qui m'ont semblé partagées. Merci encore à vous ! Trugarez vras deoc'h endro ! »
— Alan Stivell, pochette du CD

Ce live présente l'enregistrement du concert anniversaire à l'Olympia du 16 février 2012, 40 ans après celui du 28 février 1972. Le CD contient 15 titres (« les meilleurs moments de cette soirée anniversaire ») alors que le DVD présente l'intégralité du spectacle, soit un programme vidéo de 2h40. Pour ce concert événement, Mercury avait réédité l'album live À l'Olympia dans le best-of Ar Pep Gwellañ. La totalité des titres présents en 1972 sont réinterprétés lors de ce nouveau concert mais An Durzhunel n'est pas conservé pour le DVD. Selon le texte de présentation, « le barde a emmené le public sur son chemin de passerelles entre tradition et rock, musiques d’héritage et musiques improvisées, chant a cappella et électronique. Précurseur de la vague celtique, cherchant toujours à abaisser les frontières sociales, temporelles, sociologiques, culturelles ou techniques. » Il retrouve sur scène les musiciens qui ont marqué ce concert de 1972, Dan Ar Braz et René Werneer. Curieusement, Gabriel Yacoub n'y participe pas mais il était présent en 2002 au concert de célébration du 30e anniversaire.

### Déroulement du spectacle

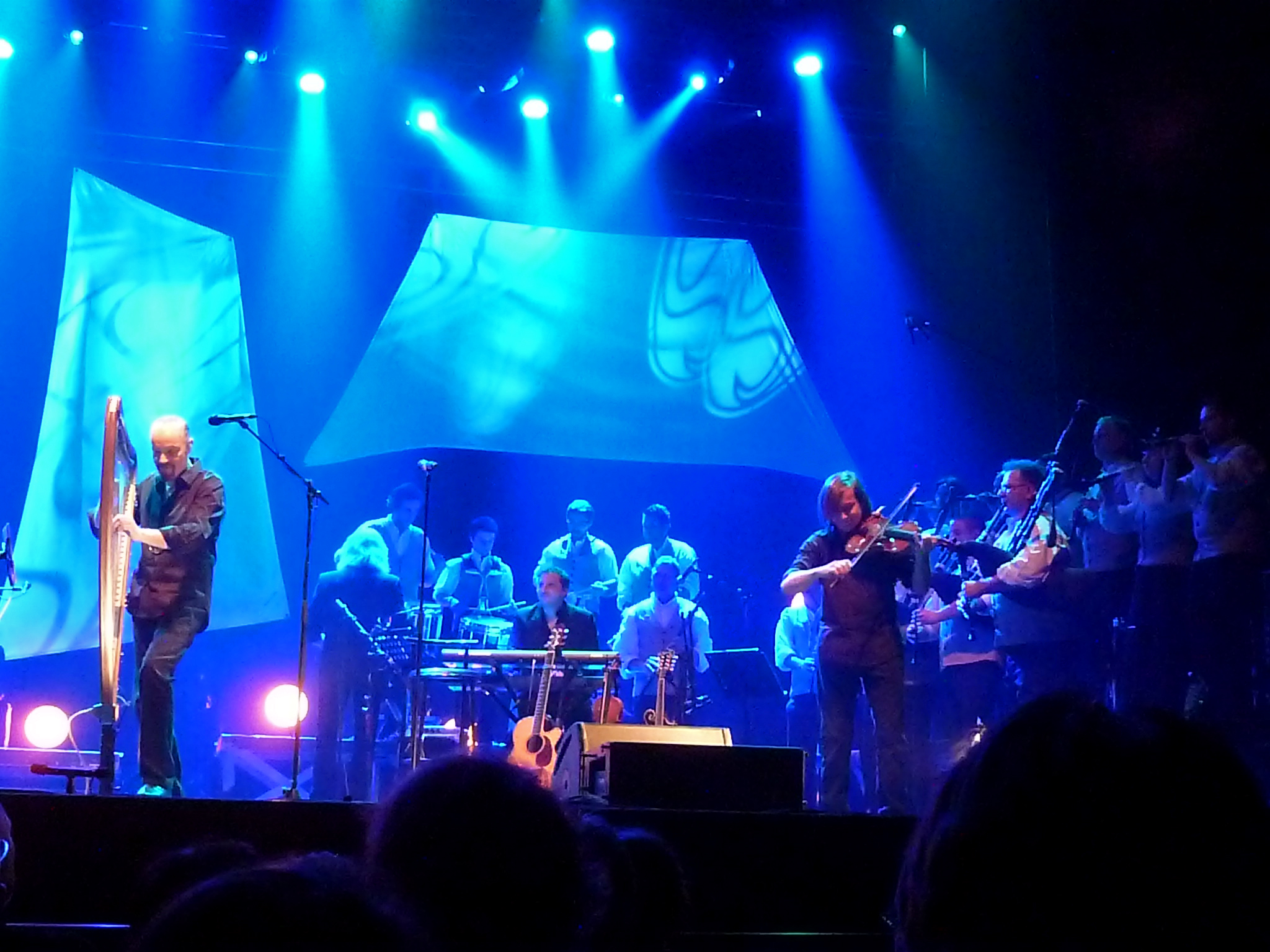
Ouverture du concert avec le bagad Quic-en-Groigne.

Dès l'arrivée d'Alan Stivell dans la fosse de l'Olympia, l'émotion est perceptible dans le public et à la lecture du texte introductif (tronqué sur le DVD) lorsqu'il évoque le chemin parcouru depuis cet Olympia d'une « émotion incroyable » en précisant que ses « rêves d'enfant » ont été réalisés par le soutien du public (« d'une manière que j'aurais jamais pu imaginer ») et de son père, tout en continuant d'avancer entouré de ses nouvelles harpes, d'instruments du XXIe siècle et traditionnels, notamment par la venue d'une délégation du bagad Quic-en-Groigne. La soirée s'ouvre par Bleimor, the bagad, là où a commencé sa formation et son héritage, c'est-à-dire au contact des bagadoù et de la harpe celtique, Au-delà des mots comme est intitulé l'album dans lequel figure le morceau. Il enchaîne avec la première chanson entendue dans son enfance, une mélodie gaélique : EibHlin (Eileen a roon). Suit, a cappella, une composition du chantre de la chanson bretonne engagée, Glenmor : Ô Langonned poursuit cet enracinement rural au plus proche de la tradition qu'ont en commun ces deux chanteurs professionnels avec la volonté de partager leur amour pour leur terre (ici Langonnet). Dan Ar Braz, avec qui tout a commencé pour ce qui est du rock celtique, arrive sur la pointe des pieds en baskets jaunes, pour faire souffler The Wind of Keltia dans le music-hall parisien. Un tumulte agite soudainement la salle lorsque René Werneer fait, à son tour, son entrée, pour des retrouvailles riches en émotion, accentuées par les premières notes de The Trees They Grow High sous son archet. Le voyage en Celtie se poursuit avec la chanson Iroise, issue de l'album Back to Breizh que Stivell considère comme l'un de ses plus aboutis. Les spots projettent sur la scène les couleurs violentes de cette mer, à la fois dangereuse et fascinante de beauté. L'azur se mêle au vert émeraude, des entrelacs mauves ornementent les grands voiles disposées au fond de scène. « Voici une chanson parlant de paix, Brian Boru » ; Alan Stivell chante les paroles en gaéliques, breton et françaises avec ce phrasé si particulier qui rend sa voix inimitable. Il est rejoint par la douce et puissante voix de Nolwenn Leroy pour un instant d’envoûtement. Une émotion particulière pour les deux interprètes, Stivell signalant que « Nolwenn a le même âge aujourd'hui que j'avais il y a quarante ans, à l'Olympia ». Te, intime complainte figurant dans le disque Explore où Stivell montre tout son novateur savoir-faire. Petit retour en 1972, époque contestataire, avec Harpes de sang, en breton Telenn Gwad, The Foggy Dew et An Alarc'h, Le cygne en français. Cette chanson traditionnelle, issue du Barzaz Breiz, était considérée comme un chant patriotique. Toute la salle reprend en chœur : « Dinn, dinn, daoñ, d'an emgann, d'an emgann, o ! Dinn, dinn, daoñ, d'an emgann ez an ». Le Bagad de Saint-Malo, l'un des plus innovants du moment, René Werneer au fiddle, Robert Le Gall au violon se joignent à la formation de Stivell de l'époque. Le morceau monte en puissance et s'achève en apothéose sous des sunlights aux teintes sanguinolentes. Pour The King of the fairies, Robert Le Gall rejoint, une nouvelle fois, René Werneer et Raphaël Chevalier (décédé 5 ans plus tard) ; les trois violonistes transcendent ce virevoltant traditionnel irlandais. La salle se lève pour saluer la performance des musiciens. Stivell remercie d'un grand sourire ses deux invités et va saluer René Werneer en signalant qu'ils ne s'étaient pas revu depuis trente cinq ans.
Le spectacle continue après un entracte. Des rayons lasers verts s'entremêlent aux fumigènes, créent une atmosphère surnaturelle, surlignent les silhouettes des musiciens qui ne deviennent qu'ombres furtives. Avec un enchaînement de morceaux traditionnels, le musicien montre toute la maîtrise de son art, que ce soit au chant kan ha diskan (Tamm ha Tamm), à la harpe, bien sûr, mais aussi à la cornemuse électrique, à la flûte irlandaise, à la bombarde, à la cornemuse écossaise rappelant son époque de penn-soner. Le harpiste déroule ses morceaux rythmés qui ont jalonné sa carrière : Ne bado ket atao (E Langonned), Brittany's (Emerald), Miz Tu (Explore), Kimiad ar soudard yaouank (Chemins de terre et Again). Toute l'assistance aimerait mais n'ose pas danser ; ce sera donc Alan Stivell qui viendra vers elle. Il descend de la scène, prend la main d'une spectatrice, l'invite dans un An Dro formant une chaîne tout autour de la salle.

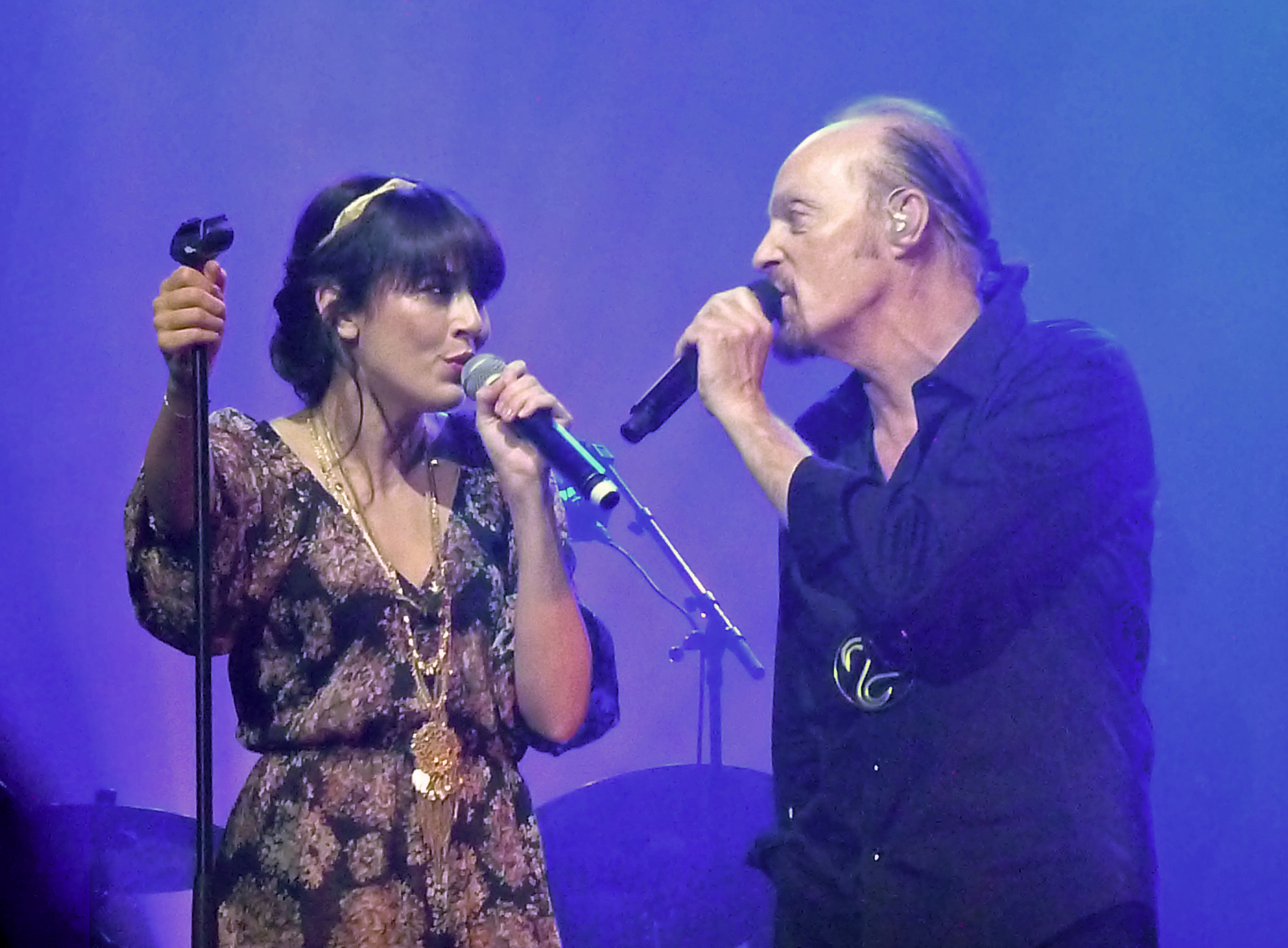
Nolwenn Leroy revient interpréter l'hymne breton.

 Les invités se succèdent sur la scène pour l'accompagner ; Kévin Camus au uilleann pipes (7, 8), l'écossaise Joanne Maclver ou chant pour Tha mi sgìth et à la gaïta (9, 10) ou la flûte (2), l'échevelé Pat O'May et ses riffs de guitare nerveux dès l'intro de la Suite Sudarmoricaine. Tous les spectateurs reprennent le célèbre refrain du « Pardon de Spézet » dans sa version revigorée. 40 vloaz 'zo est une interprétation du Kost ar c'hoad de 1972 célébrant les 40 ans de sa première interprétation, rejoint ici par René Werneer au violon et Robert Le Gall à la mandoline. Dan Ar Braz revient pour un duo de virtuosité comme par le passé, son style limpide à la guitare faisant corps au doigté agile de Stivell à la harpe dans le mythique Pop Plinn. La chanson du cidre Son ar chistr met le feu à l'Olympia. Après un rappel, Ian Morrison Reel illumine à nouveau la salle avec le retour de la guitare électrique de Pat O'May qui accompagne la cornemuse d'Alan Stivell. Puis Brezhoneg 'Raok rappel l'importance de la diversité linguistique ; avec hargne, le constant défenseur de la langue bretonne lève le poing et le public brandis quelques Gwenn ha du avec fierté, face aux musiciens du bagad. Tri Martolod, l'incontournable complainte des trois matelots de Nantes, est entonnée et applaudie par tous le public. Stivell invite pour finir le public à chanter avec lui le Bro gozh ma zadoù repris, en duo, avec Nolwenn Leroy, tous deux lauréats du « prix Bro Gozh ». L'artiste conclura par ces mots : « Tout ce que je vois, ce soir, me donne du courage pour continuer ! ».

### Parution et réception
Produit par Mercury Records, l'album live sort le 22 juillet 2013, dans l'Hexagone et en Corse. La musique est toujours une production de son label Keltia 3 et l'enregistrement du concert est produit par Bleu Iroise, Morgane groupe et France Télévisions. Il avait été diffusé sur France 3 Bretagne le 25 avril 2012, suivi du documentaire Au-delà des frontières, Stivell, dans le cadre de l'émission Génération Breizh.
Il réalise des dédicaces dans les espaces culturels E.Leclerc, à Vannes et à Brest. Il entre dès sa sortie dans le Top Albums France, à la 158e position et 171e en Belgique. Dans le Télégramme, Gérard Classe (auteur des photos de l'album), remarque que « l'album comprend le DVD témoin du show géant de deux heures et demie, dans une ambiance surchauffée » et considère que « ses standards revisités n'ayant pris aucune ride, bien au contraire. Ce n'est pas Nolwenn Leroy, présente sur « Brian Boru » et le « Bro Gozh final », qui nous contredira. ». Anny Maurussane, du web MAGazine Culture et Celtie, écrit : « la caméra a su capter les regards, les sourires complices, les émotions des retrouvailles, puis le bonheur visible des musiciens conscients d’avoir produit un « spectacle réussi » et prodigue. »

## Caractéristiques techniques

### Liste des titres

#### CD
| 1.      | Présentation                                           | 0:17 |
| 2.      | Bleimor, the bagad                                     | 7:22 |
| 3.      | Eibhlin                                                | 6:19 |
| 4.      | The wind of Keltia                                     | 5:26 |
| 5.      | Brian Boru                                             | 7:16 |
| 6.      | Te                                                     | 6:31 |
| 7.      | La hargne au cœur (Mo Nighean Donn nam Meall-shùilean) | 3:10 |
| 8.      | Ne bado ket atao                                       | 2:57 |
| 9.      | Britanny's                                             | 6:12 |
| 10.     | Kimiad ar soudard yaouank                              | 6:11 |
| 11.     | Miz tu                                                 | 4:11 |
| 12.     | Suite Sudarmoricaine                                   | 5:12 |
| 13.     | Son ar chistr                                          | 3:13 |
| 14.     | Tri martolod                                           | 3:50 |
| 15.     | Bro Gozh (Land of My Fathers - Bro gozh fy nhadau)     | 6:43 |
| 74 min. |                                                        |      |

#### DVD
| 1.       | Brian Boru, générique instrumental                     | 5:00 |
| 2.       | Bleimor, The bagad                                     | 6:51 |
| 3.       | Eibhlin                                                | 2:04 |
| 4.       | O Langoned !                                           | 5:33 |
| 5.       | The Wind of Keltia                                     | 4:16 |
| 6.       | The Trees They Grow High                               | 4:22 |
| 7.       | Iroise                                                 | 8:59 |
| 8.       | Brian Boru                                             | 6:39 |
| 9.       | Te                                                     | 6:39 |
| 10.      | La hargne au cœur (Mo Nighean Donn nam Meall-shùilean) | 3:37 |
| 11.      | Medley 1 : Telenn Wad – The Foggy Dew                  | 5:48 |
| 12.      | The King of the Fairies                                | 3:48 |
| 13.      | An alarc'h                                             | 3:46 |
| 14.      | Tamm ha Tamm                                           | 2:25 |
| 15.      | Gael's call                                            | 4:38 |
| 16.      | Medley 2 Jigs : Port an Deorai - Port Ui Mhuirgheasa   | 3:25 |
| 17.      | Tamm Kreiz (Pa 'oan o sevel)                           | 1:13 |
| 18.      | Ne bado ket atao                                       | 2:57 |
| 19.      | Britanny's                                             | 6:29 |
| 20.      | Kimiad ar soudard yaouank                              | 6:12 |
| 21.      | Miz Tu                                                 | 4:43 |
| 22.      | An Dro                                                 | 2:55 |
| 23.      | Tha mi sgìth                                           | 3:28 |
| 24.      | Suite Sudarmoricaine                                   | 5:15 |
| 25.      | 40 vloaz 'zo (Kost ar c'hoad)                          | 4:22 |
| 26.      | Pop Plinn                                              | 5:23 |
| 27.      | Son ar chistr                                          | 3:47 |
| 28.      | Ian Morrison Reel                                      | 4:49 |
| 29.      | Brezhoneg 'Raok                                        | 4:51 |
| 30.      | Tri Martolod                                           | 5:28 |
| 31.      | Bro Gozh (Land of My Fathers - Bro gozh fy nhadau)     | 6:49 |
| 32.      | An elle, générique de fin                              | 1:00 |
| 157 min. |                                                        |      |

### Crédits
- Arrangements : Alan Stivell
- Direction artistique : Alan Stivell
- Chef d'orchestre : Robert Le Gall

#### Musiciens et invités
- Alan Stivell : chant, harpe celte électrique, cornemuses (mid-pipe, pib-veur), bombarde, flûtes (whistle, low whistle)
- Gaëtan Grandjean : guitares électrique et acoustique
- Raphaël Chevalier : violon alto, mandole
- Edouard Leys : claviers
- Marcus Camus : batterie, percussions, machines
- Kevin Camus : whistle, pib-uilleann (cornemuse irlandaise)
- Bagad Quic-en-Groigne de Saint-Malo : cornemuses, bombardes, tambours
- Robert Le Gall : direction musicale, mandoline, guitare électrique, violon
- Nolwenn Leroy : chant
- Joanne McIver : chant, whistle, piob-bhéag, small-pipe
- Dan Ar Braz : guitare électrique
- René Werneer : fiddle
- Pat O'May : guitare électrique

#### Équipe technique
- Décors : Yann Rolland, Rolland Yachting
- Régisseur général : Pascal "Wally" Magaud
- Ingénieur du son façade et compléments mixage : Jean-François Grimont
- Ingénieur du son retours : Nicolas Djemane
- Backline : Owen Rousselle
- Réalisation vidéo : François Goatghebeur
- Montage : Lionel Delabarre
- Ingénieur du son : Jean-Marie Palfray (France Télévisions)
- Mixage son : Thierry Compain, Pascal Coulombier (France Télévisions)
- Mastering DVD & CD : Sebastien Lorho (Passage à niveau, Rennes)
- Pôle vidéo : Jean-François Pigné (France Télévisions). Production exécutive film : Julie Kerlan, Sylvain Plantard
- Production exécutive DVD & CD : Alan Stivell en collaboration avec Bruno Haye
- Compléments étalonnage, montages et authoring DVD : C4prod. (Paris)
- Photos : Gérard Classe (couverture et page crédits), Béatrice Le Grand (Ouest-France) et captures
- Artwork : Julocom (D.A. : Julien "Frenchie" Massonnet / Coordination : Laurent Derbois)[14]
- Production Keltia III, distribuée par Universal Music, à partir d'une coproduction Bleu Iroise Arsenal, Morgane / France Télévisions / Keltia III, Alan Stivell Productions. 2012